# Urceolella pani
Urceolella pani är en svampart som tillhör divisionen sporsäcksvampar, och som först beskrevs av Josef Velenovský, och fick sitt nu gällande namn av Seppo Huhtinen. Urceolella pani ingår i släktet Urceolella, och familjen Hyaloscyphaceae. Arten är reproducerande i Sverige.